# Limnimètre

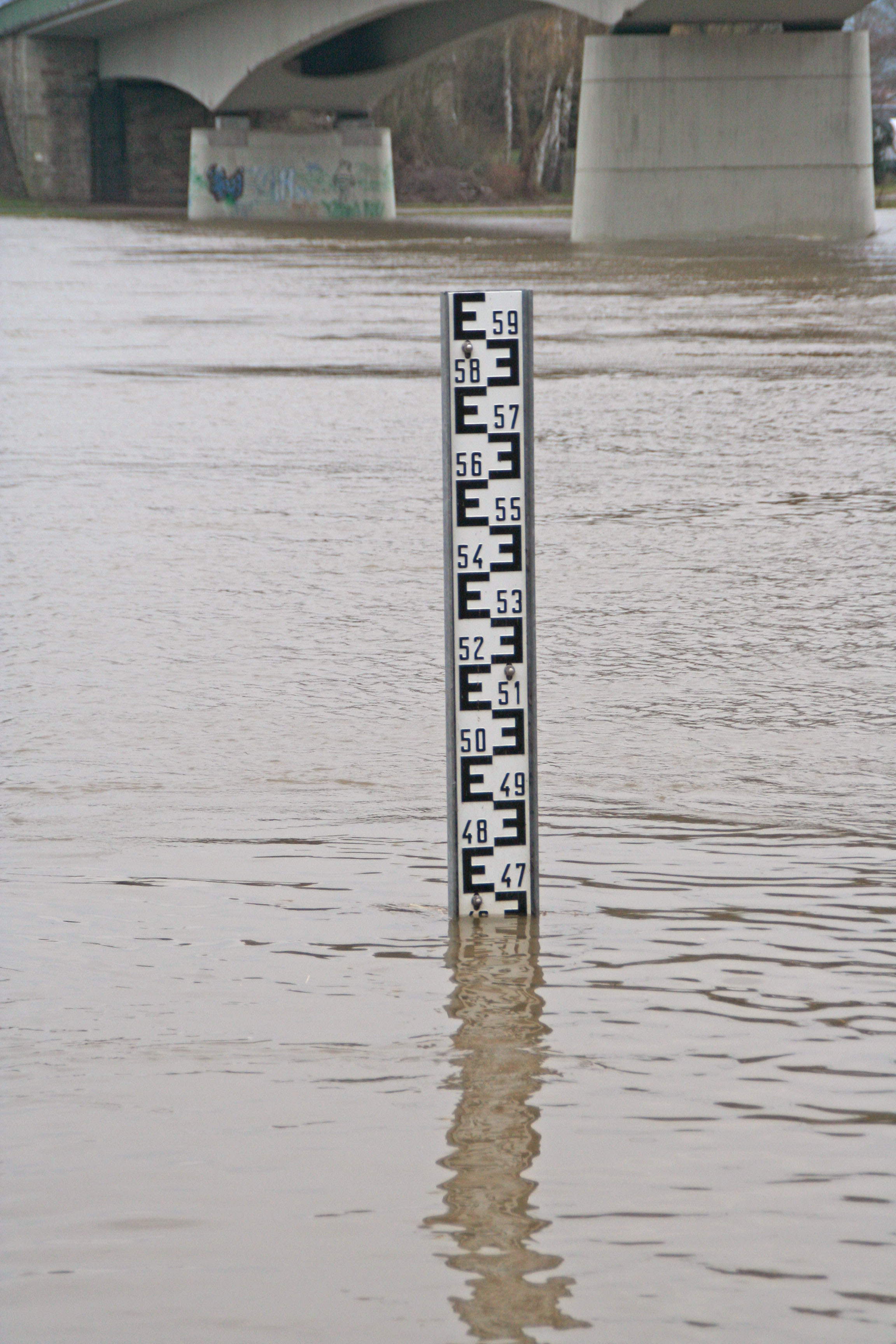
Limnimètre classique

Un limnimètre ou station limnimétrique est un équipement qui permet l'enregistrement et la transmission de la mesure de la hauteur d'eau (en un point donné) dans un cours d’eau. Les hauteurs sont souvent exprimées soit en mètres, soit en centimètres. Cette mesure de hauteur peut être transformée en estimation du débit de la rivière à l'aide d'une courbe de tarage.

## Limnimètre
Le limnimètre est l'élément de base des dispositifs de lecture et d'enregistrement du niveau de l'eau : il est constitué le plus souvent par une échelle ou tige graduée en métal, placée verticalement, et permettant la lecture directe de la hauteur d'eau à la station (échelle limnimétrique). Pour la mesure des hauteurs d'eau ou de la variation d'un plan d'eau, l'échelle doit être fixe et le niveau zéro doit être placé au-dessous des plus basses eaux possibles dans les conditions de creusement maximum du lit dans la section de contrôle, et ce pour ne pas avoir de cotes négatives.

## Limnigraphe

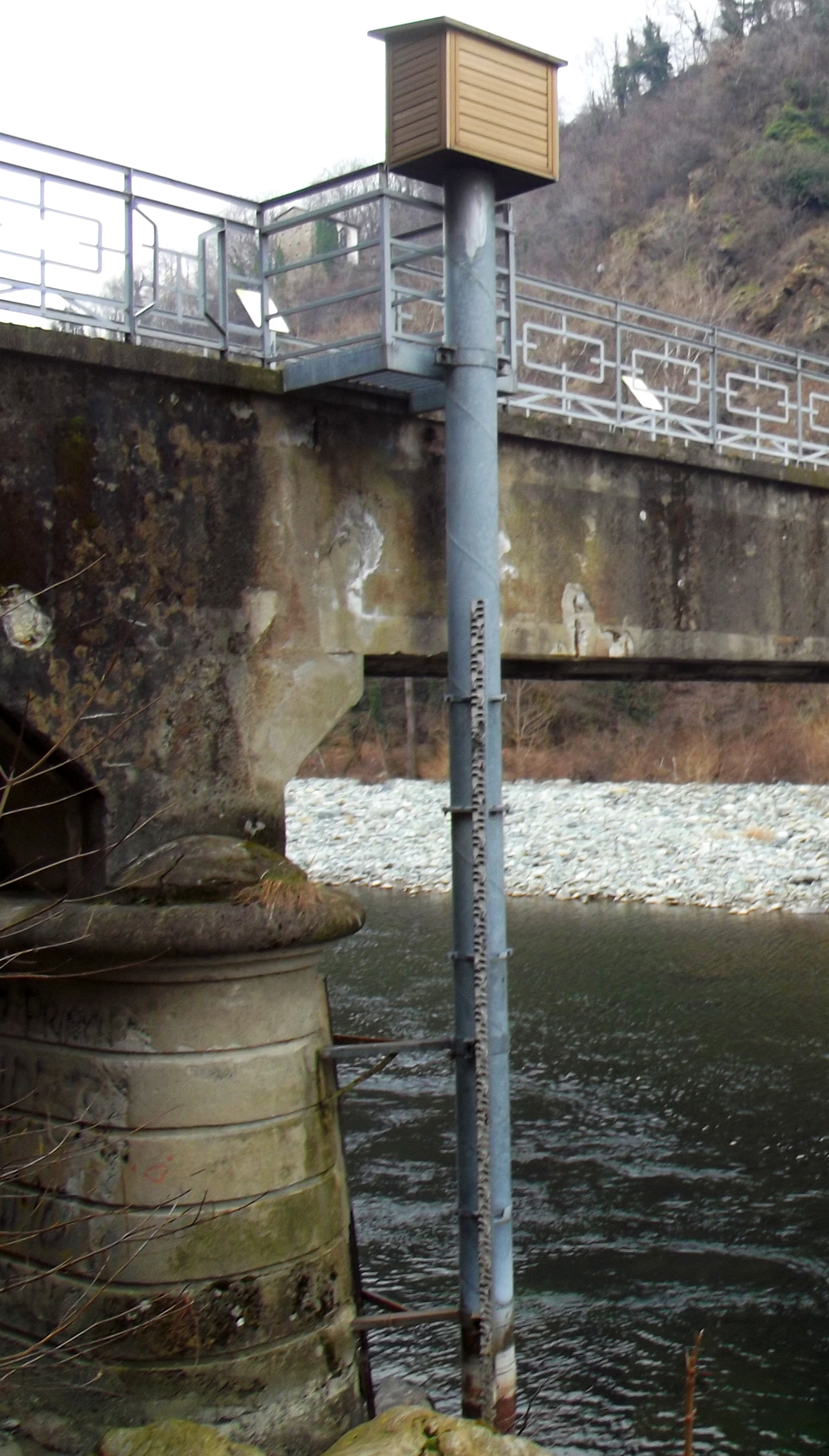
Une station limnimétrique sur la Stura di Lanzo (Piémont, Italie).

Le limnigraphe est un enregistreur automatique des variations, de manière continue ou à intervalles réguliers, du niveau d'eau détecté par un capteur. Ceci permet un suivi quantitatif au lieu d'une mesure humaine de visu. L'enregistrement de la variation des hauteurs en fonction du temps se fait sur des diagrammes appelés limnigrammes. Les principaux types utilisés actuellement sont :
- les limnigraphes à flotteur ;
- les limnigraphes à pression ;
- les limnigraphes électroniques.

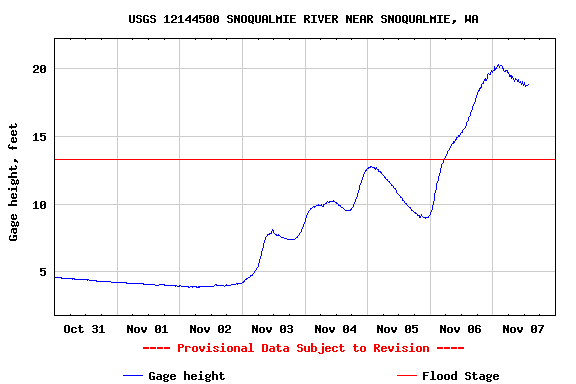
Limnigramme.

Le limnigraphe à flotteur est un appareil placé bien au-dessus du niveau de l'eau et qui est relié à un flotteur à la surface. Le flotteur reste toujours en surface grâce à un contrepoids auquel il est relié par l'intermédiaire d'un câble et d'une poulie. Il suit donc les fluctuations du niveau d'eau et un stylet relié à la poulie suit la variation en l'inscrivant sur un graphe solidaire d'un tambour rotatif (à raison d'un tour par 24 h, par semaine ou par mois).
Le limnigraphe à pression ou "bulle à bulle", mesure les variations de pression causées par les changements de niveau d'eau. Cet appareil comprend une bonbonne de gaz comprimé, un dispositif de contrôle de pression et un tube immergé relié à la bonbonne. Un débit d'air constant sous pression est envoyé au fond de la rivière. Par un manomètre à mercure, on mesure la pression de l'air dans le tube qui est proportionnelle à la hauteur d'eau au-dessus de la prise installée dans la rivière.

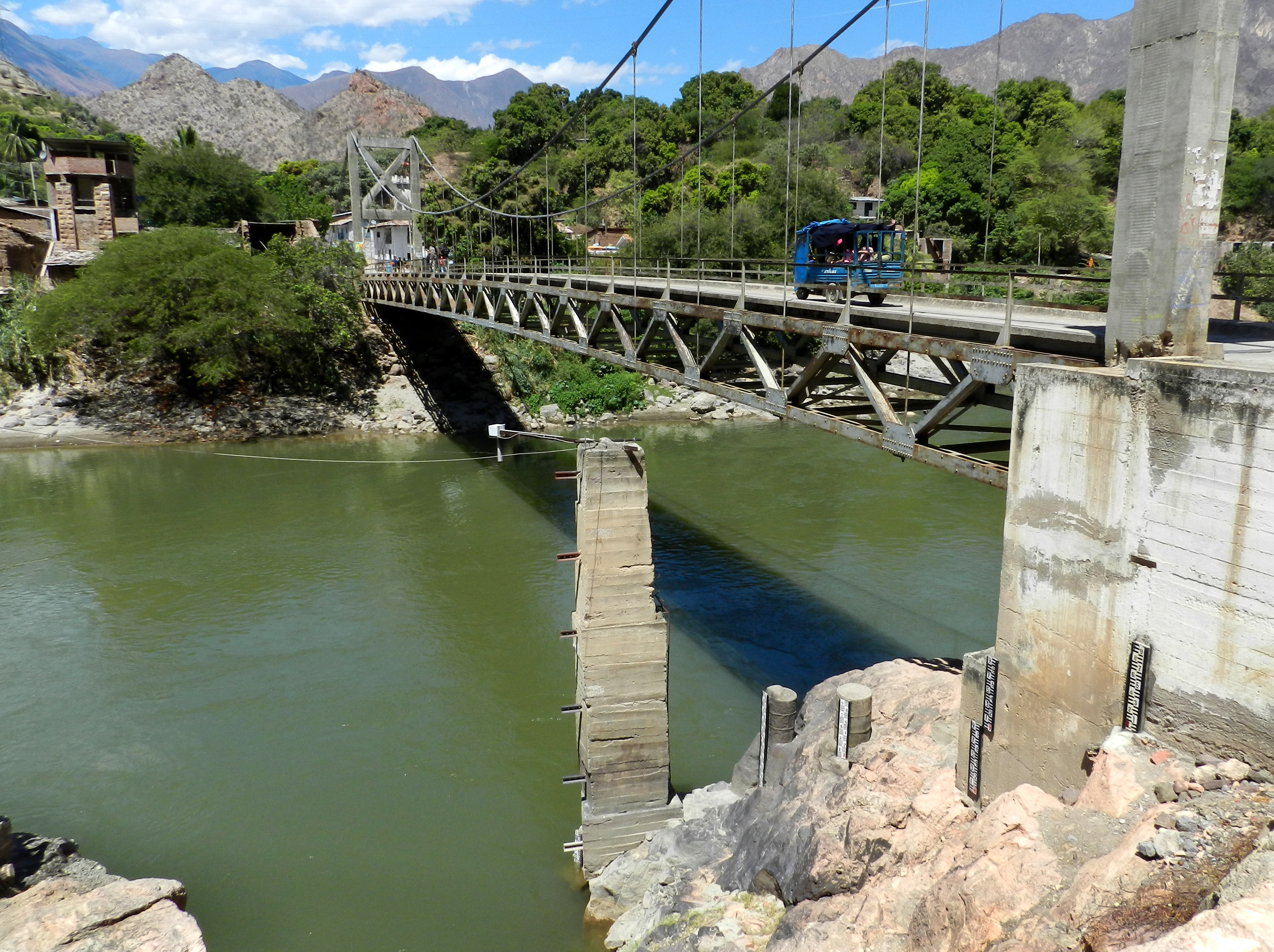
Les échelles limnimétriques du pont de Balsas (Amazonas et Cajamarca, Pérou) sur le Rio Marañon ont été remplacées par un limnigraphe électronique.

Les limnigraphes électroniques sont des sondes qui remplacent de plus en plus les échelles limnimétriques et autres limnigraphes classiques, car elles permettent une mesure en continu sans intervention pour changer le limnogramme ou les bonbonnes d'air comprimé. Les capteurs utilisent un paramètre électrique qui varie en fonction d'une pression exercée sur le système. Par exemple, le capteur est basé sur le principe du condensateur. Une variation de la distance entre les deux plaques du condensateur induit une variation de tension mesurable. L'appareil, constitué d'une plaque fixe et d'une plaque mobile selon la pression, peut ainsi mesurer des différences de hauteur d'eau lorsqu'on l'immerge verticalement dans le cours d'eau. La pression de l'eau est transmise par l'intermédiaire d'une membrane solidaire de la partie mobile du condensateur.